# Dwór w Będkowicach
Dwór w Będkowicach (niem. Schloss Bankwitz) – zabytkowy dwór obronny w Będkowicach.
Obiekt wybudowany w połowie XVI wieku, przebudowywany w XVII–XIX w. jest częścią zespołu dworskiego, w skład którego wchodzi jeszcze folwark: spichlerz, dwie stodoły, obora (budynki te są z 1857 r.), park i most.

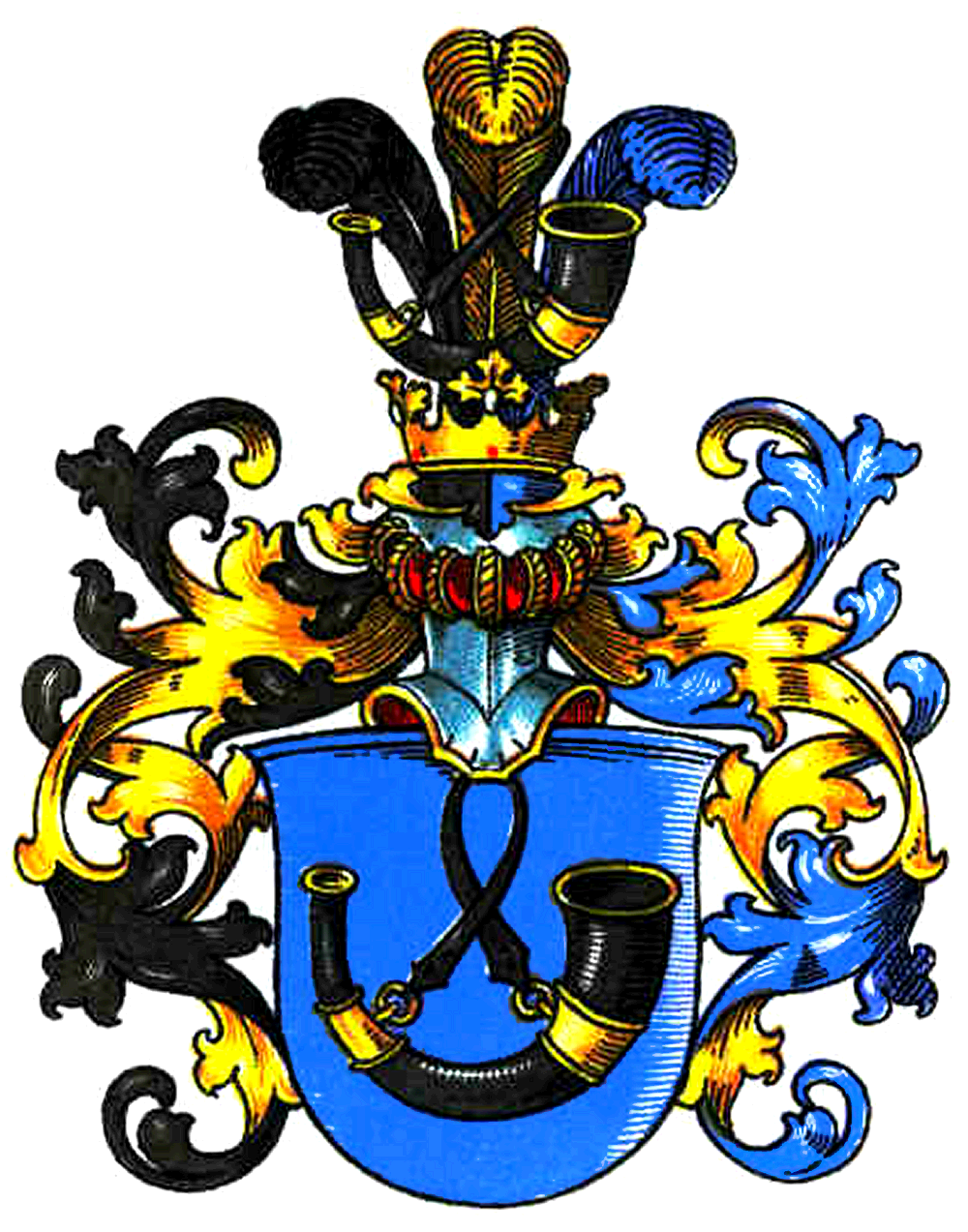
Herb von Gellhorn

Pierwotnie zamek na wodzie z fosą i mostem. Świadczą o tym wykopaliska pod obecnym budynkiem z XVI w., w których archeolodzy udokumentowali szczątkowe pozostałości po wczesnośredniowiecznym gródku stożkowatym wraz ze śladami fosy oraz po późnośredniowiecznym zamku. W miejscu tego ostatniego ówczesny właściciel majątku Nickel Galhor (spotyka się też zapis nazwiska: Gellhorn Gelhorn) zbudował w połowie XVI w. nową budowlę – podpiwniczony jednopiętrowy dwór obronny długości 28 m i szerokości 14 m, otoczony fosą. Gmach ten, mimo przebudów wnętrz i okien około 1620, 1735, 1785 i 1845, przetrwał do dziś (stan na 2010). Po śmierci N. Gellhorna dwór przechodził w ręce różnych rodzin, aż do przełomu lat 60/70 XVII w., kiedy kupił go David Heinrich von Zedlitz i miejscowa rodzina hrabiowska Zedlitzów miała w nim siedzibę aż do śmierci ostatniego przedstawiciela w 1846, po czym do 1945 należał do rodziny von Mutiusów, którzy jednak zwykle mieszkali w innych swoich rezydencjach, a w Będkowicach przebywał zarządca. Po 1945 r. w budynku urządzono mieszkania pracowników będkowickiego PGR. W 2002 r. był w rękach prywatnych, a właściciel rozpoczął remont.
W dworze zachował się wczesnorenesansowy portal. Na jego belce centralnie umieszczony kartusz z herbem von Gellhorn i inskrypcja w j. niem. GOT VNSERE HERE LOB DANCK VND EHRE NICKEL GALHOR 1546 (Boże nasz chwała tutaj tobie i podziękowanie i chwała Nickelowi Galhorowi 1546), dwie tablice z inskrypcjami z XIX w., a w środku według stanu na 2010 r. m.in. piece, z których najstarszy jest z XVIII w., kominek z epoki baroku, fragmenty renesansowych polichromii i stare portale.